# Batalla de Bzura
La batalla de Bzura se libró durante la invasión nazi de Polonia en septiembre de 1939, siendo decisiva en el comienzo de la II Guerra Mundial. La batalla de Bzura marcó el éxito alemán, ya que se logró desarticular la única contraofensiva polaca que había arrojado resultados positivos.
Fue la batalla más importante de la campaña polaca y tuvo lugar al oeste de Varsovia, cerca del río Bzura. En ella, un ataque de ruptura de Polonia tuvo un éxito inicial, pero finalmente fracasó después de un contraataque alemán concentrado.

## Contexto histórico
El plan de ataque alemán para invadir Polonia, denominado "Fall Weiss" (Caso Blanco), se basaba en varias consideraciones:
La desfavorable situación militar y geográfica de Polonia hacía que el país se prestara a una maniobra de cerco llevada a cabo por fuerzas que se movieran rápidamente (unidades Panzer), procedentes del Norte y del Sur de la frontera. Debido al conflicto ideológico con la Unión Soviética, la superioridad en Europa Oriental era una prioridad para el mando alemán, a pesar de que el país se expusiera a un gran riesgo debido a la posible reacción de Occidente. No obstante, el Canciller de Alemania, Adolf Hitler, creía en la palabra de su Ministro de Relaciones Exteriores, Joachim von Ribbentrop, quien le había asegurado que ni el Reino Unido ni Francia le declararían la guerra.
El 1 de septiembre de 1939 la aviación alemana penetra a las 4:45 de la madrugada en territorio polaco e inicia la destrucción de puestos de comunicaciones, de mando, líneas de suministros y hostiga todos aquellos movimientos que el ejército polaco quisiera realizar para contrarrestar la entrada de las fuerzas acorazadas alemanas.
Iniciada la batalla, las dos potencias occidentales declararon la guerra a Alemania el 3 de septiembre, y el Ejército alemán se vio urgido de aplastar a los polacos rápidamente, ya que no estaban preparados para un ataque desde el oeste.

## Evolución de la batalla
Al inicio de la invasión, el Ejército de Poznań fue asignado para defender el saliente territorial centrado en la ciudad homónima. Por otro lado, el  Ejército de Pomorze se encargó del corredor polaco. El 9 de septiembre, el Ejército de Poznań realizó un ataque al sur del río Bzura, con el objetivo de cortar el avance del 8.º Ejército alemán, que a su vez avanzaba hacia Varsovia. En el norte, el IV Ejército alemán estaba empujando al Ejército de Pomorze hacia el sur, y ambos ejércitos polacos quedaban en riesgo de quedar aislados en el banco occidental del Bzura.

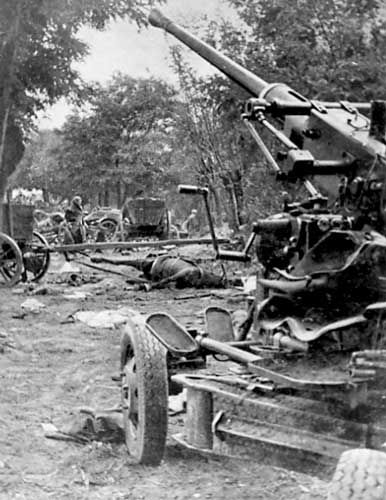
Artillería antiaérea de una columna polaca después de ser bombardeada por la Luftwaffe.

El contraataque polaco fue sorpresivo y exitoso, al punto que las fuerzas de vanguardia alemanas (tres divisiones del VIII Ejército) tuvieron que retroceder hasta 20 km. Al mismo tiempo el Ejército de Pomorze llegó al área alrededor de Koło, decidida a defenderla. La batalla que se libró junto al río Bzura determinó el cierre de una bolsa junto a dicho río, dentro de la cual quedaron encerrados los dos ejércitos polacos del centro del país: Ejércitos de Poznań y Pomorze. Al mismo tiempo que comenzaba la batalla del Bzura, la 4.ª División Panzer atacaba por el sudoeste la capital polaca. Apoyados por artillería pesada, los carros de combate alemanes inician su recorrido hacia los suburbios de Varsovia, donde encuentran una tenaz resistencia. Más al sur, el Ejército de Łódź se retira a Modlin, y varias unidades alemanas quedan libres para realizar un feroz asalto contra los dos ejércitos polacos atrapados en el banco norte del Bzura. El 16 de septiembre se inicia el asalto alemán, y los intentos polacos de romper el cerco se ven frustrados, en parte, por la superioridad aérea enemiga.
El 17, el Ejército Rojo invade Polonia en cumplimento del pacto germano-soviético que repartía Polonia entre ambas potencias. Dos días después se acaban los alimentos y las municiones de los soldados polacos al norte del Bzura, fue en esa batalla que se ve el coraje de la caballería polaca de ulanos. En el comienzo fue victoria polaca sobre los alemanes, pero luego los germanos contraatacaron y vencieron a los polacos; así comienzan las rendiciones masivas, que el día 22 culminan en su mayoría. Varsovia resistiría combatiendo a los germanos hasta el 25, pero al final es tomada. Luego de las derrotas en Bzura y Varsovia, los ejércitos alemanes se encuentran libres para acabar con la fortaleza de Modlin, que es la última posición defensiva de importancia en caer. Por esta razón, la batalla de Bzura marca un antes y un después en la contienda de la invasión de Polonia.